# Trombosi coronarica
La trombosi coronarica è definita come la formazione di un trombo di sangue all'interno di un vaso arterioso del cuore. Questo trombo può limitare il flusso sanguigno all'interno del cuore, causando ischemia miocardica o un infarto miocardico.
La trombosi coronarica è più comunemente causata come effetto a valle dell'aterosclerosi, un accumulo di colesterolo e grassi nelle pareti delle arterie. Il diametro ridotto dei vasi consente un minor afflusso di sangue e facilita la progressione verso un infarto del miocardio. I principali fattori di rischio per la trombosi coronarica sono il colesterolo elevato, lipoproteine a bassa densità, il fumo, la sedentarietà e l'ipertensione.
I sintomi della trombosi coronarica non sono sempre evidenti all'inizio: comprendono dolore al petto, mancanza di respiro e fastidio nella parte superiore del corpo.
Una trombosi coronarica è un'emergenza medica e richiede un'assistenza urgente in ospedale.

## Patogenesi
La trombosi coronarica e l'infarto del miocardio sono talvolta utilizzati come sinonimi, anche se questo è tecnicamente impreciso, in quanto la trombosi si riferisce all'blocco dei vasi sanguigni con un trombo, mentre l'infarto del miocardio si riferisce alla morte del tessuto cardiaco dovuta alla conseguente perdita di flusso sanguigno al cuore. Grazie all'ampia circolazione collaterale, un trombo coronarico non causa necessariamente la morte dei tessuti e può essere asintomatico.
La formazione della trombosi coronarica segue generalmente lo stesso meccanismo della coagulazione, l'emostasi secondaria. Si applica anche la triade di Virchow della stasi sanguigna, del danno endoteliale e della condizione di ipercoagulazione. L'aterosclerosi contribuisce alla formazione di trombi coronarici facilitando la stasi del sangue e causando una lesione endoteliale locale.
A causa dell'elevato numero di casi di infarto miocardico che causano morte e malattia nel mondo, sono stati condotti studi approfonditi sulla generazione di trombi, in particolare nelle arterie coronarie. Alcune aree di interesse:
- La trombosi coronarica può essere una complicazione associata agli stent a rilascio di farmaco.[3] Questi stent, che vengono posizionati per aprire le arterie ristrette, sono spesso infusi con farmaci per prevenire stenosi ripetute. Tuttavia possono in realtà portare a un aumento della formazione di trombi coronarici, a causa dell'aumento dell'espansione del fattore tissutale e della guarigione ritardata all'interno dei vasi. Inoltre è stato dimostrato che l'endotelio a valle è compromesso, il che porta a un ambiente che favorisce la formazione di trombi. Le prove rimangono inconcludenti sul fatto che questi rischi superino i benefici di uno stent arterioso coronarico.[3][4]
- L'infiammazione può svolgere un ruolo causale nella malattia coronarica e nel successivo infarto miocardico dovuto a trombosi coronarica. L'aumento dei livelli di infiammazione può portare a un rischio maggiore di coagulazione e a un aumento del rischio di trombosi dello stent/strumento. È in corso la ricerca di biomarcatori infiammatori che possano aiutare a determinare i soggetti a rischio.[5]
- La “microembolizzazione” coronarica viene esplorata come punto focale per la formazione di trombi coronarici e la successiva morte improvvisa dovuta a infarto miocardico acuto.[6]
- Le proteine HMGB-1 (High mobility group box-1) come importanti mediatori nella formazione dei trombi.[7]
- La trombosi del seno coronario come grave complicanza dopo gli interventi.[8] Il seno coronarico è la controparte venosa delle arterie coronarie, dove il sangue disossigenato (venoso) ritorna dal tessuto cardiaco. Un grande trombo in questo punto rallenta la circolazione sanguigna complessiva verso il tessuto cardiaco e può comprimere meccanicamente un'arteria coronaria.[8]

## Clinica

### Segni e sintomi
Un trombo coronarico è asintomatico fino a quando non provoca un'ostruzione significativa, causando varie forme di angina o, infine, un infarto del miocardio. I sintomi di allarme più comuni sono il dolore toracico, la mancanza di respiro e il malessere della parte superiore del corpo.

### Diagnostica

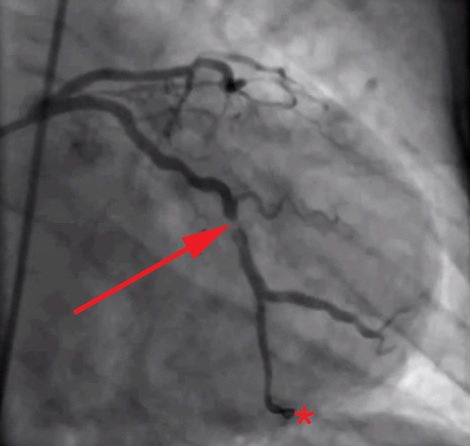
Angiografia coronarica di un paziente con infarto.

Modalità di imaging utilizzate per valutare la presenza di trombi coronarici:
- ecografia endocoronarica
- Angiografia coronarica
- Imaging a risonanza magnetica[10]

Gli esecutori dell'autopsia possono cercare le "strie di Zahn", per determinare se il sangue si è coagulato nei vasi cardiaci prima o dopo la morte.

## Trattamento
Il trattamento della trombosi coronarica sintomatica segue gli schemi di trattamento stabiliti per l'infarto del miocardio. Le opzioni di trattamento comprendono:
- intervento d'urgenza di innesto di bypass aorto-coronarico
- impianto di stent
- trombolisi intracoronarica
- anticoagulazione con eparina o inibitori della glicoproteina IIb/IIIa
- aspirazione del trombo come strategia di reperfusione[13]
- Inibitori del recettore piastrinico P2Y12: uno studio pubblicato nel 2001 ha stabilito che l'aggiunta di clopidogrel ha mostrato un effetto positivo sulla mortalità cardiovascolare, sull'infarto non fatale e sull'ictus, al costo di un aumento del rischio di emorragie maggiori.

Per quanto riguarda la possibilità di identificare e trattare la malattia coronarica asintomatica per prevenire lo sviluppo della trombosi coronarica, uno studio pubblicato nel 2018 ha stabilito che il trattamento preventivo con l'intervento coronarico percutaneo non ha portato a una differenza nella mortalità o nell'infarto miocardico in un periodo di 15 anni.
Esistono numerosi trattamenti attualmente in fase di studio per la gestione e la prevenzione della trombosi coronarica. I farmaci statinici, oltre ai loro meccanismi d'azione primari di riduzione del colesterolo, sono stati studiati per individuare una serie di percorsi che possono ridurre l'infiammazione coronarica e la conseguente trombosi.
Un altro ambito di potenziali trattamenti in fase iniziale di adozione è l'uso terapeutico degli ultrasuoni con contrasto per la dissoluzione del trombo.